# Arco de Galerio

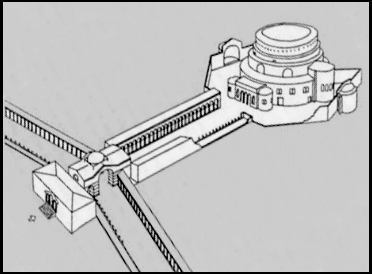
Reconstrucción del conjunto de Arco y Rotonda de Galerio.

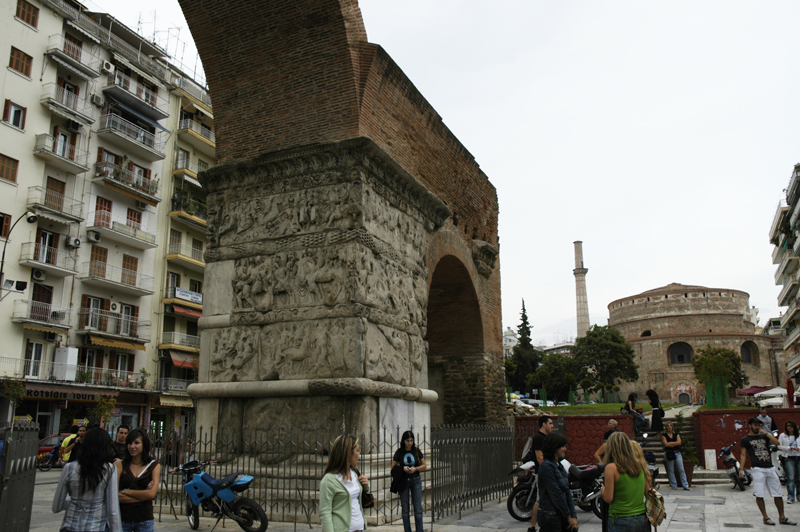
Vista del arco, con la rotonda de Galerio al fondo.

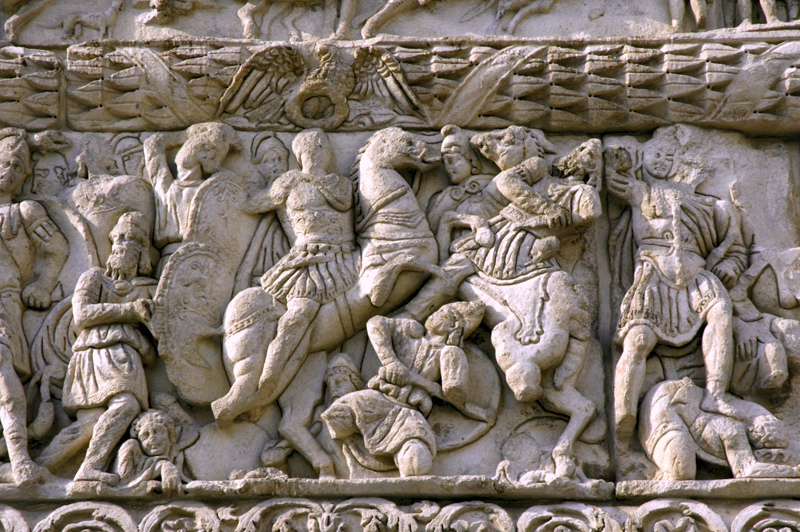
Galerio (a la izquierda) ataca a Narses (a la derecha).

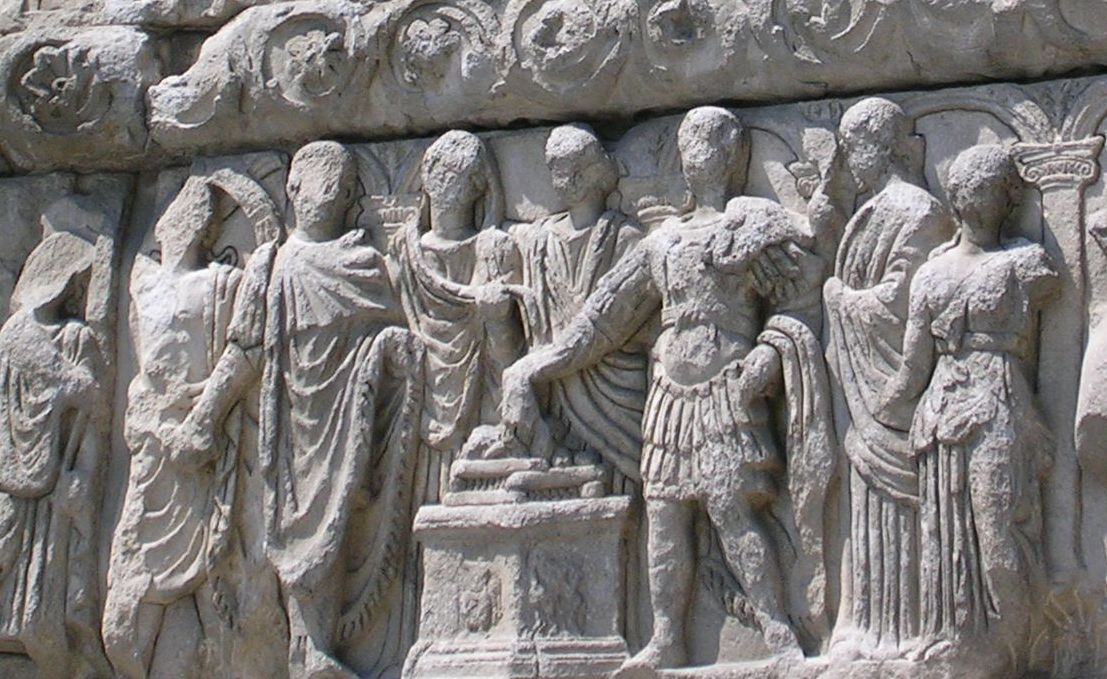
La familia imperial dando gracias a los dioses.

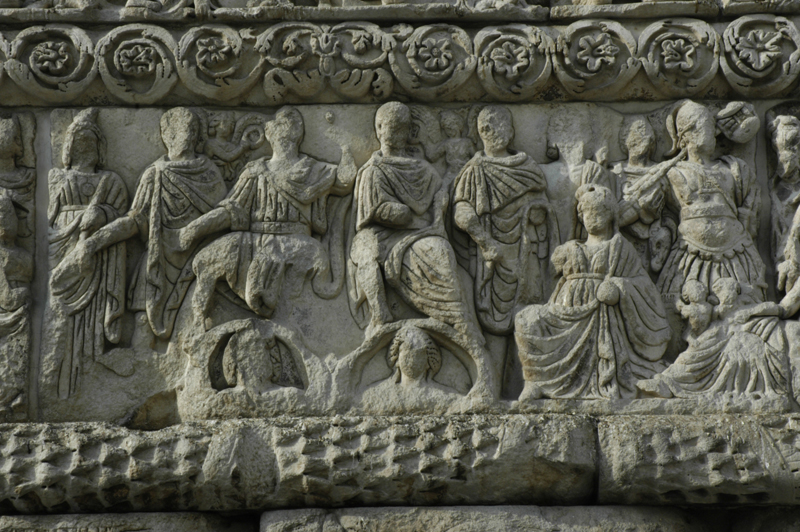
Los tetrarcas otorgan una corona de victoria a los Augusti.

El Arco de Galerio (en griego: αψίδα του Γαλερίου o Kamara, en griego: καμάρα) y la Rotonda de Galerio (ροτόντα του Γαλερίου) son monumentos cercanos entre sí de la ciudad de Tesalónica, en la región de Macedonia Central, al norte de Grecia. Ambas estructuras fueron declaradas Patrimonio de la Humanidad en 1988 dentro de la denominación Monumentos paleocristianos y bizantinos de Tesalónica con el código 456-02.

## Historia
En el siglo IV, el emperador romano Galerio ordenó construir estas dos estructuras como elementos de un recinto imperial anejos a su palacio de Tesalónica, cuyos restos han sido encontrados al suroeste. El palacio de Galerio fue construido a gran escala usando principalmente materiales locales, quizá en el espacio que dejó un incendio. Se conservan amplias zonas de mosaico en diferentes zonas. Una estructura vinculada al palacio y llamada Sala octogonal se encuentra en el extremo suroeste de la zona excavada 40°37′48.53″N 22°56′55.99″E / 40.6301472, 22.9488861. Se pensó en un primer momento que podía ser un mausoleo, pero podría haber sido una entrada monumental al palacio. Junto al palacio hacia el noreste, se ubicaba un hipódromo.
Estos tres monumentos estaban conectados por una calzada que constituía la arteria este-oeste de la ciudad y que atravesaba el Arco en su intersección con la Vía Egnatía (calzada romana que unía Dyrrhacium y Bizancio). Sirviéndose de su monumentalidad, el Arco de Galerio enfatizó el poder del emperador, que vinculaba la construcción de grandes estructuras con la prosperidad de la Tesalónica del siglo IV.

## Arco de Galerio

### Ubicación y descripción del arco
El Arco de Galerio se encuentra en la actual calle Egnatia y Dimitrios Gounari de Tesalónica. Fue construido entre el 298 y el 299 d. C. y dedicado en el 303 d. C. para conmemorara la victoria del tetrarca Galerio sobre los persas sasánidas y la invasión de su capital Ctesifonte en el 298. La estructura era octópila (puerta de ocho pilares) formando un triple arco, que fue construido con núcleo de mampostería recubierta de ladrillo, que a su vez se recubrió con paneles decorados con relieves escultóricos. El vano del arco central medía 9,7 metros de ancho y 12,5 metros de alto, mientras que los arcos laterales medían 4,8 metros de anchura por 6,5 metros de altura. El arco central se alzaba sobre la Via Egnatia y que atravesaba toda la ciudad a modo de Decumano (eje este-oeste de las ciudades romanas). Una calzada conectaba la Rotonda (a 125 metros al noreste) y el palacio de Galerio (a 125 metros al noreste) con el eje longitudinal del arco. 
En la actualidad, solo los tres pilares noroccidentales y parte de los núcleos de mampostería de los arcos se conservan, habiéndose perdido toda la parte oriental con sus cuatro pilares y uno de los pilares occidentales. Una moderna restauración extensiva con ladrillos ha consolidado la mampostería expuesta, para proteger el monumento. Los dos pilares que flanquean el arco central conservan los relieves escultóricos, que representan las guerras de Galerio contra los persas a modo de panegírico.  

### Programa escultórico del arco
La comprensión del programa escultórico del arco está necesariamente limitada por la pérdida de la mayoría de altorrelieves con los que estaba decorado el arco, sin embargo se puede presuponer este con los que se conservan. Había cuatro paneles colocados verticalmente en cada pilar, cada uno separado con molduras labradas. La presencia de un panel dedicado al río Tigris hace indicar que existieran probablemente otros paneles con representaciones similares. Parece claro que existió cierta grado de licencia artística en las esculturas, ya que se muestra en una de la escena al emperador Galerio en combate personal con el sha Narsés de Armenia, jefe de los sasánidas, aunque aquel nunca estuvo en batalla. Este panel representa a Galerio montado a caballo frente a Narses en similar posición, mientras un águila sostiene sobre la cabeza de Galerio una corona de victoria. El emperador es mostrado seguro sobre su caballo mientras que el rey persa parece a punto de caer de él. Aterrorizados persas se encogen bajo los cascos del caballo imperial en el caos de la batalla. El mensaje de este panel demuestra la competencia y el poder del César Galerio. 
El relieve de la familia imperial realizando un sacrificio de agradecimiento sigue el prototipo de hieratismo de los relieves augusteos del Ara Pacis de Roma. La presencia de la mujer de Galerio, Valeria, la hija de Diocleciano sirve para confirmar sus vínculos con su predecesor. En este, como en el resto, las caras fueron cuidadosamente borradas, como damnatio memoriae o debido a la iconoclasia cristiana.   
En otro panel, los cuatro tetrarcas vestidos con togas como Victoria son coronados por los dos Augusti. Un tercer panel conmemora la unidad y fuerza de la tetrarquía con una representación de los tetrarcas al unísono; la forma impersonal en que los tetrarcas son representados recuerdas a la esquemática estatua de pórfido de los tetrarcas de la Basílica de San Marcos de Venecia. En este caso, solo Galerio viste armadura y realiza la ofrenda sobre el altar. 
Claramente la victoria del César Galerio sobre el rey sasánida, que el arco reafirma, representa la gloria de la tetraquía y la prominencia de Galerio dentro de ella.